# Ганделю, Луи Потье де Жевр
Луи Потье де Жевр (фр. Louis Potier de Gesvres; 19 ноября 1660 — 18 апреля 1689, Страсбург), маркиз де Ганделю — французский военный деятель.

## Биография
Третий сын Леона Потье, герцога де Жевра, и Франсуазы-Анжелики дю Валь.
В 1673 году поступил на службу мушкетером. В том же году служил при осаде Маастрихта. Прапорщик в Королевском пехотном полку (1674). Храбро сражался в битве при Сенефе, участвовал во взятии Льежа, Динана, Юи и Лимбурга в 1675 году, в осадах Ландреси, Конде и Сен-Гилена в 1676-м, и 15 ноября 1676 получил роту в том же полку. Командовал ею при осадах Валансьена и Камбре в 1677 году, Гента и Ипра в 1678-м.
9 августа 1678 стал полковником пехотного полка своего имени, а 29 марта 1679 подполковником Королевского корабельного полка, которым командовал во Фландрской армии, прикрывая осаду Люксембурга в 1684 году.
17 августа 1687 назначен генеральным инспектором пехоты. 24 августа 1688 произведен в бригадиры. Участвовал в осадах Филиппсбурга, Мангейма и Франкендаля в том же году. Умер от ранения, полученного при осаде Оберкирха в Пфальце.
Был холост